# Käerjeng
Käerjeng (in lussemburghese: Kënzeg, in tedesco: Küntzig) è un comune del Lussemburgo sud-occidentale. Fa parte del cantone di Capellen, nel distretto di Lussemburgo, al confine con il Belgio.
Il comune è stato istituito il 1º gennaio 2012 dalla fusione dei preesistenti comuni di Clemency e Bascharage.

## Geografia antropica

### Frazioni
- Bascharage (capoluogo)
- Clemency
- Fingig
- Hautcharage
- Linger

Ad Hautcharage si trova una chiesa del 1774 al cui interno si trovano tre splendidi altari e un magnifico pulpito.